# Eleições gerais em Guam em 2024

Bandeira de Guam

Eleições gerais foram realizadas em Guam a 5 de novembro de 2024, data coincidente com as eleições presidenciais americanas. Foi eleito o orgão legislativo do território, a legislatura de Guam, tal como os presidentes das 19 aldeias e o representante da ilha no congresso dos Estados Unidos. Foi ainda feita, de acordo com a tradição, uma sondagem pela escolha do presidente dos Estados Unidos.
Dos 62 098 votantes registados, 30 283 exerceram o direito de voto, o que corresponde a uma taxa de abstenção de 48,77%.

## Legislatura de Guam
Foram eleitos todos os 15 membros da Legislatura de Guam.

### Resultados
| Candidato | Candidato                  | Partido     | Votos   | %      |
| --------- | -------------------------- | ----------- | ------- | ------ |
|           | Therese M. Terlaje         | Democrata   | 20 189  | 6,63   |
|           | Darrel Christopher Barnett | Democrata   | 18 139  | 5,95   |
|           | Vicente Anthony Borja Ada  | Republicano | 16 711  | 5,49   |
|           | Joe Shimizu San Agustin    | Democrata   | 15 501  | 5,09   |
|           | Tina Rose Muña Barnes      | Democrata   | 14 662  | 4,81   |
|           | Sabrina Salas Matanane     | Republicana | 14 659  | 4,81   |
|           | Jesse Anderson Lujan       | Republicano | 14 185  | 4,66   |
|           | Frank Flores Blas Jr.      | Republicano | 14 020  | 4,60   |
|           | Shelly Calvo               | Republicana | 13 149  | 4,32   |
|           | William Mark Parkinson     | Democrata   | 12 503  | 4,10   |
|           | Christopher M. Dueñas      | Republicano | 12 254  | 4,02   |
|           | Vincent A. V. Borja        | Republicano | 12 143  | 3,99   |
|           | Sabina E. Perez            | Democrata   | 12 077  | 3,96   |
|           | Telo Teresa Taitague       | Republicana | 11 627  | 3,82   |
|           | Eulogio Shawn Gumataotao   | Republicano | 11 526  | 3,78   |
|           | Roy Anthony Quinata        | Democrata   | 11 246  | 3,69   |
|           | Dwayne Thomas              | Democrata   | 11 240  | 3,69   |
|           | Joanne M. Brown            | Republicano | 11 103  | 3,64   |
|           | Angela Therese Ann Santos  | Democrata   | 10 431  | 3,42   |
|           | Thomas Joseph Fisher       | Republicano | 10 247  | 3,36   |
|           | Victor A. Gaza             | Republicano | 8 916   | 2,93   |
|           | David Walter Crisostomo    | Democrata   | 7 606   | 2,50   |
|           | William Payne              | Republicano | 7 188   | 2,36   |
|           | David Ralph Dueñas         | Democrata   | 6 603   | 2,17   |
|           | Bistra Ivanova Mendiola    | Republicana | 5 757   | 1,89   |
| Write-ins | Write-ins                  | Write-ins   | 934     | 0,31   |
| Total     | Total                      | Total       | 301 677 | 100,00 |

## Delegado para o congresso

### Resultados
| Candidato | Candidato       | Partido     | Votos  | %      |
| --------- | --------------- | ----------- | ------ | ------ |
|           | James C. Moylan | Republicano | 15 573 | 52,70  |
|           | Ginger Cruz     | Democrata   | 13 829 | 46,80  |
| Write-ins | Write-ins       | Write-ins   | 149    | 0,50   |
| Total     | Total           | Total       | 29 551 | 100,00 |

## Sondagem pelo presidente dos Estado Unidos
Apesar de os habitantes de Guam não terem influência na eleição do presidente dos Estados Unidos, realiza-se na ilha, aquando das eleições presidenciais americanas, uma sondagem das intenções de voto nestas eleições.

### Resultados
| Candidato | Candidato       | Candidato             | Partido             | Votos  | %      |
| --------- | --------------- | --------------------- | ------------------- | ------ | ------ |
|           |                 | Kamala Harris         | Democrata           | 13 656 | 49,53  |
|           |                 | Donald J. Trump       | Republicano         | 12 724 | 46,15  |
|           |                 | Robert F. Kennedy Jr. | Independente        | 947    | 3,43   |
|           |                 | Jill Stein            | Verde               | 119    | 0,44   |
|           | Peter Sonski    | Peter Sonski          | American Solidarity | 45     | 0,17   |
|           | William Stodden | William Stodden       | Socialista          | 44     | 0,16   |
|           | Michael Wood    | Michael Wood          | Prohibition         | 34     | 0,13   |
| Total     | Total           | Total                 | Total               | 27 573 | 100,00 |